# День номера службы спасения 112
День номера службы спасения 112 (фин. 112-päivä или фин. Kansallinen hätäkeskuspäivä) — общегосударственный праздник в Финляндии, отмечаемый 11 февраля и посвящённый номеру экстренных служб 112.

## История
Празднование установлено в Финляндии в 1997 году в честь номера экстренных служб 112, объединённого для полиции, пожарной охраны, скорой помощи и службы спасения. В качестве общеевропейского, номер службы спасения 112 стал использоваться с 2008 года.

## Интересные факты
Из четырёх миллионов звонков в год на территории Финляндии более 800 тысяч оказываются необоснованными.